# Edmundo Kronfle
Edmundo Kronfle Abbud, (Guayaquil, 21 de septiembre de 1927 - 9 de enero de 2025) fue un heladero y empresario ecuatoriano de origen Sirio - Libanés, llamado el Rey del Helado, que fundó la marca de helados Pingüino.

## Biografía
Fue de origen libanés, y desde Europa trajo la idea de fabricar helados al Ecuador como la pionera en la década de los años 1940. En 1953 fundó la marca de helados Pingüino, y creó un sistema de distribución con los heladeros y canillitas.
Ubicó su primera heladería en las calles Letamendi y Chile, de la ciudad de Guayaquil, creciendo su popularidad entre los niños quienes esperaban su llegada después de la escuela.
Kronfle tuvo otras dos empresas, una de textil y la otra de hilos, las cuales perdió, pero con Pingüino se salvó en el mercado.
Creó reconocidos helados que marcaron varias generaciones y que se han seguido comercializando como Polito, Choco Empastado, Gemelos, Crema Real Gigante, Sánduche, Casero, Magnum y Cornetto, variedad de helados con los que logró una conexión emocional con los consumidores.
Vendió la marca Pingüino a la multinacional Unilever en octubre de 1996, lo que permitió que la marca creciera internacionalmente con sus productos, llegando a 34 países.
Su última aparición pública la hizo el 30 de marzo de 2023, por la celebración de los 70 años de la marca Pingüino que realizó Unilever, en la Planta Antártida, en Guayaquil, una de las fábricas de helados más grandes del país.
Falleció a la edad de 97 años, el 9 de enero de 2025.Sus restos fueron velados en el Parque de La Paz de la parroquia la Aurora, del cantón Daule.